# أفجكية خيطية الساق
أفجكية خيطية الساق (الاسم العلمي:Afgekia filipes) هي نوع من النباتات يتبع جنس الأفجكية من الفصيلة البقولية.